# Љубиша Петровић
Љубиша Петровић (Бијељина, 25. јануар 1988) је српски лекар и политичар, градоначелник Бијељине и потпредседник Савеза општина и градова Републике Српске.

## Биографија
Рођен је 25. јануара 1988. године у Бијељини. Завршио је студије на Медицинском факултету Универзитета у Београду са просечном оценом 9,37, а тренутно је на постдипломским докторским студијама на Универзитету у Новом Саду.
Радио је у Служби хитне медицинске помоћи при Дому здравља Бијељина и као лекар ФК Звијезда 09. У политичком животу је од 2010. године. Као кандидат Српске демократске странке изабран је 2016. године за одборника у Скупштини града Бијељина. Од 2016. године до 2018. године био је члан Успјешне Српске, да би се 2020. године вратио у Српску демократску странку. Од 2020. године обавља дужност градоначелника Бијељине.
Бави се и хуманитарним радом, планинарењем и писањем поезије.